# Himalájai szalangána
A himalájai szalangána (Aerodramus brevirostris) a madarak (Aves) osztályának sarlósfecske-alakúak (Apodiformes) rendjébe, ezen belül a  sarlósfecskefélék (Apodidae) családjába tartozó faj.

## Rendszerezése
A fajt Thomas Horsfield amerikai ornitológus írta le 1840-ban, a Hirundo nembe Hirundo brevirostris néven.

## Alfajai
- Aerodramus brevirostris brevirostris (Horsfield, 1840)
- Aerodramus brevirostris innominatus (Hume, 1873)
- Aerodramus brevirostris rogersi (Deignan, 1955)
- Aerodramus brevirostris vulcanorum (Stresemann, 1926)[2] vagy Aerodramus vulcanorum[1]

## Előfordulása
Dél- és Délkelet-Ázsiában, Banglades, Bhután, Kína, India, Laosz, Malajzia, Mianmar, Nepál, Thaiföld és Vietnám területén honos. 
Természetes élőhelyei a szubtrópusi és trópusi hegyi esőerdők, valamint szántóföldek és barlangok. Vonuló faj.

## Megjelenése
Testhossza 14 centiméter, testtömege 12,5–13 gramm.

## Életmódja
Rovarokkal táplálkozik.

## Természetvédelmi helyzete
Az elterjedési területe rendkívül nagy, egyedszáma pedig stabil. A Természetvédelmi Világszövetség Vörös listáján nem fenyegetett fajként szerepel.